# Doping (aplauz)

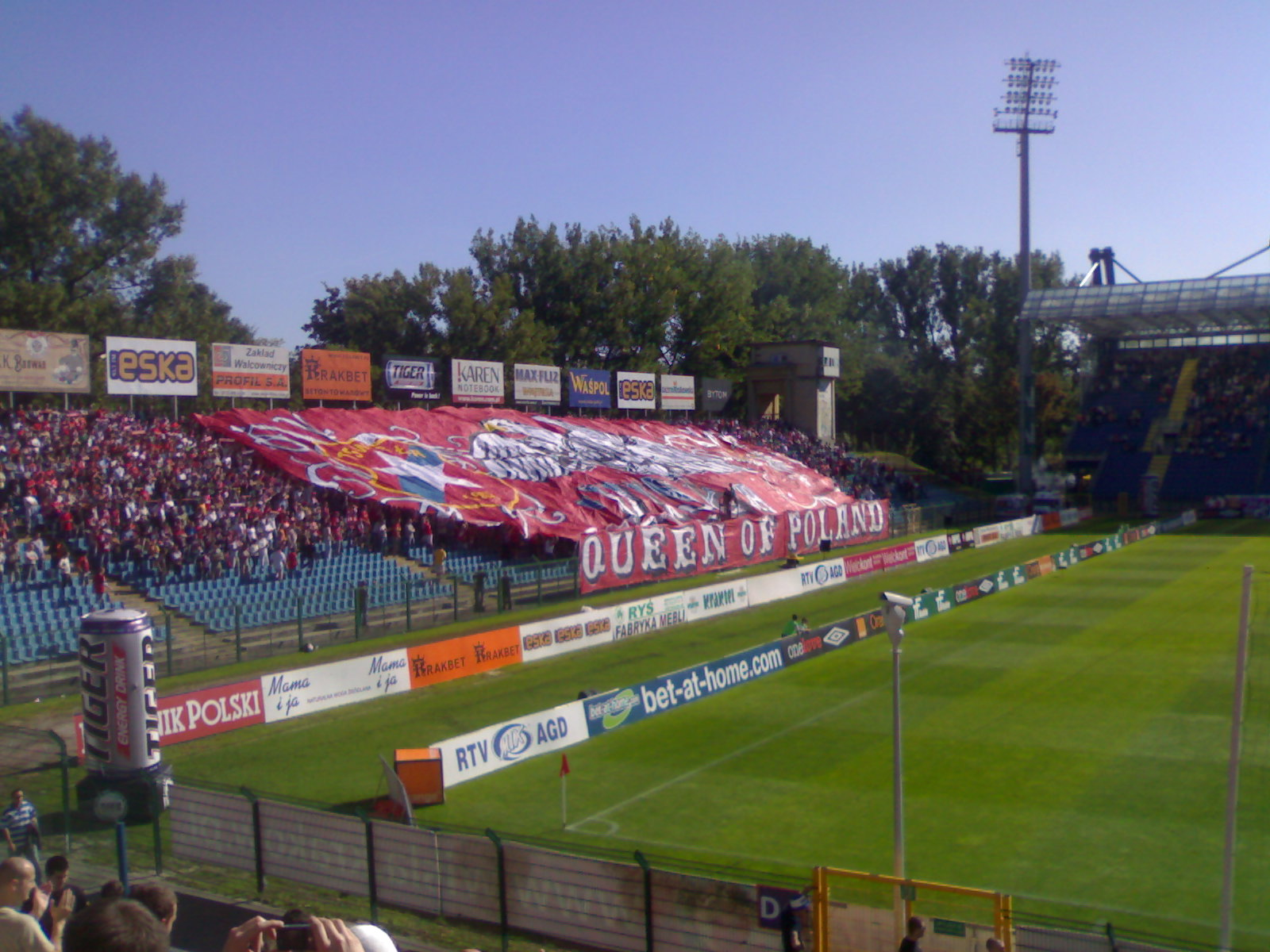
Kibice podczas meczu piłkarskiego dopingujący swoją drużynę

Doping (w sporcie) – aplauz, zagrzewanie zawodników do sportowej walki. Wyraża się w wielu formach: oklaski, okrzyki, śpiewy, wywieszanie transparentów, wymachiwanie flagami, koszulkami, szalikami, uderzanie w bębny, granie na trąbkach, meksykańska fala itd. Doping ten ma bardzo pozytywny wpływ na wydolność organizmu, motywuje i dopinguje człowieka do rywalizacji i większego wysiłku a co za tym idzie do lepszych osiągnięć.